# Cleber Augusto
Cleber Augusto da Cruz Bastos, ou apenas Cleber Augusto (Rio de Janeiro, 4 de agosto de 1950) é um compositor, cantor e violonista brasileiro. É ex-integrante do grupo de samba Fundo de Quintal.

## Vida
Cleber possui várias composições, várias gravadas pelo grupo do qual participou, Fundo de Quintal.